# Jakob Wäch

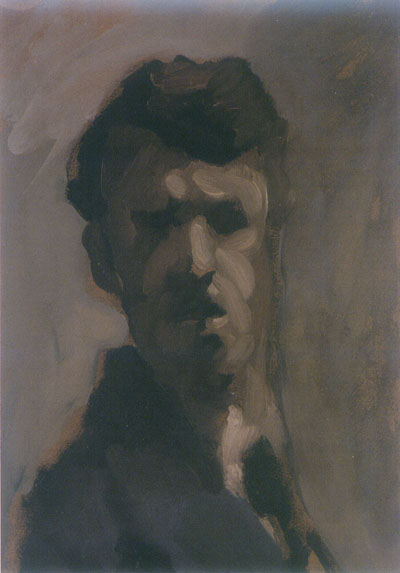
Jakob Wäch – Selbstbildnis um 1918

Jakob Wäch (* 10. Januar 1893 in Glarus; † 23. November 1918 in St. Gallen) war ein Schweizer Maler und Grafiker aus dem Kanton Glarus.

## Leben
Jakob Wäch, als Sohn eines Metzgers in Glarus aufgewachsen, entschied sich für eine künstlerische Laufbahn und ließ sich dafür in St. Gallen und ab 1911 in München ausbilden. Nach seiner Rückkehr in die Schweiz bei Ausbruch des Ersten Weltkriegs befreundete er sich mit dem Maler und Flugzeugbauer Alexander Leo Soldenhoff (1882–1951). Er starb 1918 an der Spanischen Grippe. Sein erhaltenes Œuvre umfasst rund 100 Zeichnungen und 30 Ölgemälde, wovon das Grosse Selbstbildnis von 1917 das bedeutendste darstellt. Zur Ausstellung Auf ein Bild hin vom Herbst 1997 im Kunsthaus Glarus erschien eine erste Monografie zum Künstler und seinem Werk.